# The Big Bang Theory/Staffel 10
Die zehnte Staffel der US-amerikanischen Sitcom The Big Bang Theory feierte ihre Premiere am 19. September 2016 auf dem Sender CBS. Die deutschsprachige Erstausstrahlung sendete der deutsche Free-TV-Sender ProSieben vom 2. Januar bis 30. Oktober 2017.

## Darsteller
| Rollenname                                   | Schauspieler   |
| -------------------------------------------- | -------------- |
| Dr. Leonard Leakey Hofstadter                | Johnny Galecki |
| Dr. Dr. Sheldon Lee Cooper                   | Jim Parsons    |
| Penny Hofstadter                             | Kaley Cuoco    |
| Howard Joel Wolowitz, M. Eng.                | Simon Helberg  |
| Dr. Rajesh „Raj“ Ramayan Koothrappali        | Kunal Nayyar   |
| Dr. Bernadette Maryann Rostenkowski-Wolowitz | Melissa Rauch  |
| Dr. Amy Farrah Fowler                        | Mayim Bialik   |
| Stuart Bloom                                 | Kevin Sussman  |

## Episoden
| Nr. (ges.) | Nr. (St.) | Deutscher Titel                       | Originaltitel                    | Erstausstrahlung USA | Deutschsprachige Erstausstrahlung (D) | Regie           | Drehbuch | Quoten (USA) |
| --- | --------- | ------------------------------------- | -------------------------------- | -------------------- | ------------------------------------- | --------------- | --- | ------------ |
| 208 | 1         | Die Beischlaf-Vermutung               | The Conjugal Conjecture          | 19. Sep. 2016        | 2. Jan. 2017                          | Mark Cendrowski | Steven Molaro, Eric Kaplan & Jim Reynolds Idee: Chuck Lorre, Steve Holland & Tara Hernandez                  | 15,82 Mio.   |
| Die Gruppe bereitet sich auf die zweite Hochzeit von Leonard und Penny vor. Dabei dreht sich alles um die Frage, ob Sheldons Mutter und Leonards Vater die letzte Nacht zusammen verbracht haben. Währenddessen trifft Pennys Familie ein. Ihre Mutter sorgt sich darum, dass Leonards Familie denkt, sie seien nicht gut genug, weil Pennys Bruder im Gefängnis saß. Howard wird von Colonel Williams von der Air Force kontaktiert, was ihm und Raj Angst macht. Er sagt später einem Treffen zu, Colonel Williams will ihm aber nicht sagen, worum es geht. Während der Hochzeit erklären Penny und Leonard ihre Liebe zueinander, Beverly und Alfred erkennen mit Stolz, dass ihnen mit Leonard in ihrer Ehe doch etwas Gutes gelungen ist, und Sheldon erklärt, wie wichtig ihm Penny und Leonard sind. |           |                                       |                                  |                      |                                       |                 | |              |
| 209 | 2         | Die Schweige-Verpflichtung            | The Military Miniaturization     | 26. Sept. 2016       | 9. Jan. 2017                          | Mark Cendrowski | Steven Molaro, Steve Holland & Maria Ferrari Idee: Chuck Lorre, Eric Kaplan & Jim Reynolds                   | 14,24 Mio.   |
| Bernadette ist wütend, weil ihre Arbeitskollegen von ihrer Schwangerschaft wissen und vermutet, dass eine unbeliebte Kollegin dafür verantwortlich ist. Penny gesteht ihr, dass sie es war, die das Geheimnis versehentlich ausgeplaudert hat. Bernadette hat Angst, dass sie wegen ihrer Schwangerschaft nicht an einem neuen Projekt mitarbeiten kann, weshalb sie diese verheimlicht hat. Howard, Leonard und Sheldon haben Angst, dass die Air Force ihre Entwicklung übernehmen und für Waffen verwenden will. Vor dem Treffen mit Colonel Williams muss Sheldon Leonard versprechen, dass er während des Treffens nichts sagt, was ihm natürlich nicht gelingt. Die Air Force will von ihnen, dass sie das Gyroskop in einer viel kleineren Version entwickeln und Sheldon verspricht in seinem Eifer, dass sie dies in zwei Monaten schaffen. |           |                                       |                                  |                      |                                       |                 | |              |
| 210 | 3         | Das künstliche Koffein-Problem        | The Dependence Transcendence     | 3. Okt. 2016         | 16. Jan. 2017                         | Mark Cendrowski | Steve Holland, Maria Ferrari & Jeremy Howe Idee: Steven Molaro, Saladin K. Patterson & Tara Hernandez        | 14,32 Mio.   |
| Howard, Leonard und Sheldon kommen in ihrem Projekt nicht vorwärts, der Zeitdruck ist groß. Im Traum erscheint Sheldon The Flash und verführt ihn, einen Energy-Drink zu kosten. Nun ist er süchtig nach Koffein – jedenfalls glaubt er das. Tatsächlich allerdings leidet er nur unter Stress und zu wenig Schlaf, denn das Gyroskop-Projekt verlangt ihm zu viel ab und er weiß nicht weiter. Währenddessen verbringt Bernadette den Tag mit Raj, dabei stellt sich heraus, dass sie sich das Mutterdasein nicht so recht zutraut. Raj vermittelt ihr ein Telefongespräch mit seinem Vater, der Gynäkologe ist. Penny begleitet Amy zu einer Party bei Bert, zu der aber niemand sonst kommt. Dabei finden sie ins Gespräch und Bert ist fasziniert von den beiden. Howard, Leonard und Sheldon sprechen bei Colonel Williams vor, um ihm mitzuteilen, dass sie den Termin von zwei Monaten nicht halten können und zu ihrer Überraschung hat er keine Einwände gegen eine Fristverlängerung. |           |                                       |                                  |                      |                                       |                 | |              |
| 211 | 4         | Das Kohabitations-Experiment          | The Cohabitation Experimentation | 10. Okt. 2016        | 23. Jan. 2017                         | Mark Cendrowski | Steven Molaro, Steve Holland & Tara Hernandez Idee: Chuck Lorre, Dave Goetsch & Maria Ferrari                | 14,41 Mio.   |
| Da Amys Wohnung wegen eines Wasserschadens renoviert werden muss, braucht sie eine zeitweilige Bleibe. Das bringt Penny auf die Idee, dass Amy bei Sheldon einziehen könnte, damit Leonard endlich zu ihr ziehen kann. Doch Sheldon zögert. Um ihm die Idee schmackhaft zu machen, schlägt Penny vor, dass er mit Amy auch ihre Wohnung nutzen könnte, während sie selbst zu Leonard zieht. So behält das Ganze eher einen temporären Charakter. Außerdem könne er das Zusammenleben als wissenschaftliches Experiment betrachten. Sheldon stimmt zu, doch die neuen Wohn-Arrangements haben so ihre Tücken. So muss Sheldon nun mit Amy in einem Bett schlafen. Währenddessen erfahren Howard und Bernadette, dass Raj bei einem Arztbesuch heimlich in ihrer Akte nach dem Geschlecht des Babys geschaut hat. Die beiden wollten sich eigentlich überraschen lassen, aber mitten in der Nacht packt sie dann doch die Neugier. |           |                                       |                                  |                      |                                       |                 | |              |
| 212 | 5         | Die Whirlpool-Kontamination           | The Hot Tub Contamination        | 17. Okt. 2016        | 30. Jan. 2017                         | Mark Cendrowski | Steve Holland, Eric Kaplan & Jim Reynolds Idee: Chuck Lorre, Maria Ferrari & Tara Hernandez                  | 14,20 Mio.   |
| Sheldons und Amys neue Wohnsituation führt zu großen Konflikten, weshalb die beiden Leonard und Penny um Hilfe bitten. Die beiden trennen die Streitenden: Penny versucht, Sheldons Sichtweise zu verstehen und Leonard unterstützt die Sichtweise Amys. Sheldon glaubt, andere Frauen kennenlernen zu wollen, Penny überzeugt ihn jedoch, das zu unterlassen und Sheldon sieht letztlich sein Unrecht ein. Er entschuldigt sich bei Amy und erlaubt ihr nun, seinen Zahnputzbecher zu benutzen. Währenddessen wollen Howard und Bernadette einen letzten Urlaub zu zweit verbringen, was durch die Übelkeit von Bernadette vereitelt wird. Die beiden beobachten, wie Stuart und Raj abends heimlich ihren Whirlpool benutzen, weil sie annehmen, dass die werdenden Eltern bereits verreist sind. |           |                                       |                                  |                      |                                       |                 | |              |
| 213 | 6         | Kick it like Baby                     | The Fetal Kick Catalyst          | 27. Okt. 2016        | 6. Feb. 2017                          | Mark Cendrowski | Steven Molaro, Saladin K. Patterson & Anthony Del Broccolo Idee: Steve Holland, Tara Hernandez & Jeremy Howe | 14,31 Mio.   |
| Leonard überzeugt Penny davon, auf einer miesen Comic Convention eine Autogrammstunde zu halten. Amy will währenddessen Sheldon davon überzeugen, eine Party im Zuge ihrer neuen Wohnsituation zu organisieren. Howard wird eines Nachts klar, dass ihre Wohnung überhaupt nicht für die Ankunft des Kindes vorbereitet ist. Sheldon überrascht Amy mit einem selbst vorbereiteten Brunch, da er seine Meinung in der Zwischenzeit geändert hat, und will nun eine Art Probelauf als Gastgeber durchführen. Howard und Raj kaufen, ohne Bernadette zu konsultieren, ein neues Kinderbettchen und leihen sich einen Minivan zum Testen. Als Howard das Bettchen aus dem Kofferraum tragen will, zieht er sich einen Hexenschuss zu und muss sofort in die Notaufnahme. Stuart ist sehr betrübt, als er erfährt, dass Sheldon ihn nur als Probegast eingeladen hat. Sheldon sieht ein, dass er Stuart damit verletzt hat und lässt einen Toast auf ihn aussprechen. Danach betrinken sich die beiden neuen Kumpel mit Mimosas. |           |                                       |                                  |                      |                                       |                 | |              |
| 214 | 7         | Die Verzögerungstaktik                | The Veracity Elasticity          | 3. Nov. 2016         | 13. Feb. 2017                         | Mark Cendrowski | Steve Holland, Jim Reynolds & Adam Faberman Idee: Steven Molaro, Eric Kaplan & Maria Ferrari                 | 14,18 Mio.   |
| Sheldon und Amy drehen eine neue Folge ihrer Flaggenshow, wobei Raj und Howard die Show mit kleinen Musikeinlagen begleiten. Sheldon tut kund, dass er und seine Freundin vorübergehend zusammenleben, da Amys Wohnung aufgrund eines Wasserschadens zurzeit unbewohnbar ist. Bernadette erzählt Penny und Leonard, die sich zu dritt die Show ansehen, dass die Wohnung längst wieder in Ordnung sei. Amy belügt Sheldon deswegen und vermeidet so gut es geht das Thema. Leonard klärt Sheldon am nächsten Tag beim Essen über ihre Täuschung auf und Howard empfiehlt, sich nichts anmerken zu lassen, um etwas gegen sie in der Hand zu haben. Er informiert auch Leonard darüber, dass Penny seine Sammlerstücke aus der Wohnung entfernt hat. Nach einer Auseinandersetzung unter den Freunden sieht Sheldon die Aktion seiner Freundin ein und will mit ihr weiterhin zusammen wohnen. Penny richtet ihr gemeinsames Zimmer mit Leonard neu ein. |           |                                       |                                  |                      |                                       |                 | |              |
| 215 | 8         | Der Verführungskünstler               | The Brain Bowl Incubation        | 10. Nov. 2016        | 20. Feb. 2017                         | Mark Cendrowski | Steven Molaro, Maria Ferrari & Tara Hernandez Idee: Chuck Lorre, Steve Holland & Saladin K. Patterson        | 14,47 Mio.   |
| Amy züchtet mit Sheldon zusammen Gehirnzellen aus ihren Hautzellen. Sheldon tauft sie „Wir-Zeit-Krebse“. Raj macht an der Uni Bekanntschaft mit der Reinigungsfachkraft Isabella und findet Gefallen an ihr. Raj versucht Isabella näher zu kommen und beginnt damit, sich gesünder zu ernähern und hilft ihr bei der Arbeit. Sie lehnt seinen Wunsch nach einem Date ab, weil sie soviel arbeiten muss. Sheldon ist von den Ergebnissen ihrer Hirnzellen so sehr angetan, dass er sofort mit Amy ein Kind machen will. Sie lehnt allerdings ab. Raj überrascht Isabella mit einem mexikanischen Essen, als diese seinen Raum reinigen möchte. Sheldon versucht weiterhin Amy zu verführen, dieses Mal mit Musik, Brandy und Rosen. Howard platzt in Rajs Date und sie erfährt von den Lügen, die Raj über sie erzählt hat. Sie willigt allerdings ein, dass Raj sie zum Dinner ausführen darf. Sheldons letzter Versuch, Amy zu verführen, ist der linkische Versuch, Flamenco zu tanzen. |           |                                       |                                  |                      |                                       |                 | |              |
| 216 | 9         | Das Freund-Feind-Dilemma              | The Geology Elevation            | 17. Nov. 2016        | 27. Feb. 2017                         | Mark Cendrowski | Steve Holland, Jim Reynolds & Jeremy Howe Idee: Chuck Lorre, Eric Kaplan & Maria Ferrari                     | 14,34 Mio.   |
| Bert, der Geologe, hat eine wichtige Auszeichnung gewonnen. Sheldon liest seine Arbeit und findet sie bemerkenswert. Er ist aber auch sehr neidisch auf dessen Erfolg. Beim Versuch, seine Wut mithilfe eines Steines von sich zu schleudern, verletzt er sich. Nach einer weiteren versehentlichen Selbstverletzung spricht er sich mit Bert aus und wird schließlich von Stephen Hawking wieder aufgemuntert. Howard zeigt allen seinen selbstgebastelten, ferngesteuerten Stephen-Hawking-Modellrollstuhl, um herauszufinden, ob dieser als geschmacklos und beleidigend empfunden wird, was die meisten bestätigen. Stephen Hawking selbst fände ein derartiges Spielzeug aber großartig. |           |                                       |                                  |                      |                                       |                 | |              |
| 217 | 10        | Die Eigentums-Verteilungs-Problematik | The Property Division Collision  | 1. Dez. 2016         | 6. März 2017                          | Mark Cendrowski | Steven Molaro, Maria Ferrari & Tara Hernandez Idee: Steve Holland, Bill Prady & Dave Goetsch                 | 14,54 Mio.   |
| Sheldon und Amy tauschen Einrichtungsgegenstände mit Leonard und Penny, um ihre Wohnung umzugestalten. Sheldon geht dabei sehr egoistisch vor und verlässt nach Kritik an seinem Verhalten beleidigt die Wohnung von Leonard und Penny. Aus Rache ändert er daraufhin das WLAN-Passwort. Leonard zahlt es ihm heim, indem er die Wohnungs-Flagge als einziges Kleidungsstück trägt. Sheldon vermietet nun sein altes Zimmer an einen alten Mann (Christopher Lloyd). Letztendlich sehen alle ein, dass dieser Streit sinnlos ist und vertragen sich wieder. Bernadette und Howard lassen Stuart vorübergehend bei sich wohnen. Nachdem Stuart gekocht hat, der eingeladene Raj aber nichtswissend chinesisches Essen mitgebracht hat, kommt es zu einem Konkurrenzkampf zwischen Stuart und Raj um die Gunst von Howard und Bernadette. Als bei Bernadette die Wehen einsetzen, arbeiten sie aber doch als Team zusammen. |           |                                       |                                  |                      |                                       |                 | |              |
| 218 | 11        | Immer zum Geburtstag                  | The Birthday Synchronicity       | 15. Dez. 2016        | 13. März 2017                         | Nikki Lorre     | Steven Molaro, Eric Kaplan & Tara Hernandez Idee: Chuck Lorre, Steve Holland & Maria Ferrari                 | 15,96 Mio.   |
| Sheldon gratuliert Amy zum Geburtstag. Den bevorstehenden Koitus müssen sie allerdings verschieben, um die Geburt von Bernadettes und Howards Baby nicht zu verpassen. Das Krankenhaus schickt die werdenden Eltern aber wieder nach Hause, da die Wehen noch in zu langen Abständen kommen. Raj verrät versehentlich das Geschlecht des Babys, wird von Bernadette rausgeworfen und stört daraufhin Leonards und Pennys Zweisamkeit. Auch Sheldon und Amy werden von ihm aus dem Takt gebracht. Nachdem Bernadettes Fruchtblase geplatzt ist, versammeln sich alle im Krankenhaus und rekapitulieren ihre Lebenserfolge. Nach der Geburt erklärt Howard Raj zum Patenonkel. |           |                                       |                                  |                      |                                       |                 | |              |
| 219 | 12        | Die Feiertags-Zusammenfassung         | The Holiday Summation            | 5. Jan. 2017         | 20. März 2017                         | Mark Cendrowski | Steve Holland, Maria Ferrari & Jeremy Howe Idee: Steven Molaro, Eric Kaplan & Tara Hernandez                 | 16,80 Mio.   |
| Sheldon und Amy berichten Leonard und Penny über ihre Reise nach Texas und den Besuch bei Sheldons Mutter. Nachdem diese das Zusammenwohnen von Sheldon und Amy nicht verdammt, verhält sich Sheldon überaus kindisch. Er zieht sich eine Unterhose über den Kopf und Schwimmflossen an, um zu demonstrieren, wie sich ein sozial unfähiger Exzentriker verhalten würde, für den Sheldons Mutter ihn offenbar hält. Auf der anschließenden Autofahrt stellt sich heraus, dass Amy Sheldons Mutter bereits über ihr Zusammenwohnen unterrichtet hatte. Amy zweifelt an Sheldons Fähigkeit, die Empfindungen anderer Menschen zu erkennen. Als Howard und Bernadette mitsamt dem Baby und Raj und Stuart dazukommen, berichtet Sheldon über seine kurze Zeit mit einem Ohrring, um seine rebellische Phase auszuleben. Leonard und Penny erzählen, wie sie einen Weihnachtsbaum nach Hause transportiert und ihn im Fahrstuhlschacht entsorgt haben, als sich herausstellt, dass sie mitsamt dem Baum auch Tiere eingeschleppt haben. Bernadette zweifelt an ihrer Eignung als Mutter, da Stuart das Baby deutlich schneller beruhigen kann als sie. Sie wird daraufhin von Sheldon wieder aufgemuntert. Sie hatte gelernt, das Baby zu beruhigen, indem sie sich zu ihm ins Kinderbett legt.                             |           |                                       |                                  |                      |                                       |                 | |              |
| 220 | 13        | Die Neuvermessung der Liebe           | The Romance Recalibration        | 19. Jan. 2017        | 27. März 2017                         | Mark Cendrowski | Steven Molaro, Steve Holland & Saladin K. Patterson Idee: Chuck Lorre, Dave Goetsch & Anthony Del Broccolo   | 15,15 Mio.   |
| Penny bemerkt, dass sich Leonard in ihrer Beziehung keine Mühe mehr gibt. Sie nimmt deshalb statt Leonard lieber Amy mit zum Wellness-Wochenende. Leonard reist mit Sheldon nach und schließlich bitten Leonard und Penny Sheldon, eine Beziehungsrahmenvereinbarung für sie zu entwerfen. Howard und Raj ermitteln, welche Dielen im Babyzimmer knarzen und markieren diese, um ohne Geräusche zum Kinderbett zu kommen. Dies ist nur durch mehr oder weniger weite Sprünge möglich, was von Bernadette natürlich abgelehnt wird. |           |                                       |                                  |                      |                                       |                 | |              |
| 221 | 14        | Der Emotionen-Detektor                | The Emotion Detection Automation | 2. Feb. 2017         | 3. Apr. 2017                          | Mark Cendrowski | Steve Holland, Jim Reynolds & Saladin K. Patterson Idee: Chuck Lorre, Steven Molaro & Eric Kaplan            | 14,66 Mio.   |
| Raj wurde von seiner neuen Freundin verlassen. In der entstehenden Diskussion beschwert sich Sheldon, dass es ihm schwerfällt, ständig emotionale Codes zu entschlüsseln. Bernadette verweist auf einen Emotionen-Detektor, der am MIT entwickelt wird und Howard schlägt Sheldon als Versuchsobjekt vor. Bald darauf erhalten sie tatsächlich einen Prototyp und die ersten Tests verlaufen erfolgreich. Allerdings kommt dabei auch heraus, dass Leonard wütend ist, dass Penny ihren drogendealenden Bruder in Sheldons ehemaliges Zimmer einquartieren will, da dieser sich um einen Job in Pennys Firma bewerben will. Sie verwerfen daraufhin diesen Plan. Sheldon fühlt sich mies, da durch den Emotionen-Detektor nun offensichtlich ist, wie schwer es ihm fällt, Emotionen zu erkennen. Er wird von Amy wieder aufgebaut und der Detektor zurückgeschickt. Raj versammelt alle seine Ex-Freundinnen, um herauszufinden, wie er ein besserer Freund werden kann. Nachdem sich herausstellt, dass alle seine Ex-Freundinnen jetzt in besseren Beziehungen sind, stellen sich Raj und Howard hypothetisch ihre schwule Beziehung vor. |           |                                       |                                  |                      |                                       |                 | |              |
| 222 | 15        | Die Charlie-Brown-Gleichung           | The Locomotion Reverberation     | 9. Feb. 2017         | 21. Aug. 2017                         | Mark Cendrowski | Steven Molaro, Maria Ferrari & Tara Hernandez Idee: Chuck Lorre, Steve Holland & Jim Reynolds                | 14,15 Mio.   |
| Sheldon, Leonard und Howard arbeiten weiterhin an ihrem Gyroskop-Projekt. Sheldon hat einen Weg gefunden, um das Teil nochmals kleiner zu machen. Da dies mit zusätzlicher Arbeit verbunden ist, wollen die beiden anderen dies aber nicht umsetzen. Um Sheldon davon abzulenken, schenkt ihm Leonard eine Reise mit einer nostalgischen Eisenbahn. Er ist sofort Feuer und Flamme und kann an nichts anderes mehr denken. Colonel Williams kommt zu Besuch ins Labor und sieht die Formel von Sheldon und weiß auch, was sie bedeutet. Er fordert deshalb Leonard und Howard auf, dies umzusetzen. Die beiden sind aber ohne Sheldon nicht in der Lage, die Formel fertig zu berechnen und wollen ihn mit einem faulen Trick dazu bringen, ihnen zu helfen. Zunächst fällt er nicht darauf herein und arbeitet weiter an seinem Eisenbahntraum. Schlussendlich lässt er sich dann doch umstimmen. Bernadette fällt zu Hause die Decke auf den Kopf. Penny und Amy schlagen vor, dass sie zusammen ausgehen könnten. Raj und Stuart bieten sich an, auf das Baby aufzupassen, sind damit aber heillos überfordert und rufen ständig bei Bernadette an. Amy und Penny stellen fest, wie wenig sie im Vergleich zu Bernadette in ihrem Leben bereits erreicht haben, was sie zum Heulen bringt.                           |           |                                       |                                  |                      |                                       |                 | |              |
| 223 | 16        | Die Zonen der Privatsphäre            | The Allowance Evaporation        | 16. Feb. 2017        | 28. Aug. 2017                         | Mark Cendrowski | Steven Molaro, Steve Holland & Jim Reynolds Idee: Eric Kaplan, Maria Ferrari & Jeremy Howe                   | 13,51 Mio.   |
| Amy und Sheldon haben ihren Date-Abend und gehen gemeinsam essen. Sie treffen Bert, der von seiner Verabredung versetzt wurde. Sheldon lädt ihn zu ihnen an den Tisch ein, was Amy beeindruckt. Sie diskutieren über dies und das, als Bert anmerkt, dass es bekannt ist, dass Amy und Sheldon nur einmal im Jahr Sex haben. Es stellt sich heraus, dass Sheldon dies an der Caltech herumerzählt hat und Amy ist ziemlich wütend und enttäuscht darüber. Sheldon versucht zu verstehen, welche Grenze er überschritten hat, tut sich aber schwer damit. Raj hat ein Gespräch mit seinem Vater. Der ist enttäuscht darüber, dass Raj sich von ihm aushalten lässt und ziemlich verwöhnt ist. Bernadette, Howard, Penny und Leonard versuchen Raj zu erklären, dass er endlich erwachsen werden und Verantwortung übernehmen solle, was er aber nicht verstehen kann. Darüber entbrennt ein Streit zwischen den beiden Paaren, bei wem Raj denn wohnen könnte, wenn er seine teure Wohnung aufgibt. So langsam beginnt Raj zu begreifen, dass er etwas ändern muss und er erklärt seinem Vater, dass er ihm nicht weiter auf der Tasche liegen wird. |           |                                       |                                  |                      |                                       |                 | |              |
| 224 | 17        | Die Comic-Con-Konfusion               | The Comic-Con Conundrum          | 23. Feb. 2017        | 11. Sep. 2017                         | Mark Cendrowski | Steven Molaro, Steve Holland & Maria Ferrari Idee: Eric Kaplan, Saladin K. Patterson & Tara Hernandez        | 13,38 Mio.   |
| Sheldon kümmert sich nun um die Finanzen von Raj und hat ihm als erstes gesagt, dass er dieses Jahr nicht zur Comic-Con gehen kann. Er findet das ganz schlecht, aber Sheldon lässt sich nicht umstimmen. Er empfiehlt ihm, doch nebenher etwas Geld zu verdienen. Penny hat Leonard versprochen, ihn dieses Jahr zur Comic-Con zu begleiten, obwohl sie eigentlich keine Lust hat. Leonard will eigentlich nicht, dass Penny ihn begleitet, doch beide haben nicht den Mut es dem Anderen zu sagen. Howard hat Bernadette noch nicht gefragt, ob er gehen darf, als er es dann tut, sagt sie „vielleicht“ und er muss ihr im Haushalt helfen. Amy und Sheldon wissen nun beide vom Problem von Penny und Leonard. Als sie zum Essen gehen wollen und die beiden darüber streiten, wer mit dem Auto fahren soll, platzt Amy der Kragen und sie plaudert es aus. Sheldon hilft ihr dabei, Penny und Leonard können sich nun einigen. Als alle bei Bernadette und Howard sind, wollen die beiden Raj Geld geben, weil er ihnen immer hilft, er schlägt es aber aus und sagt, er könne auch mal auf die Comic-Con verzichten. Leonard kommt danach zum gleichen Schluss und auch Howard verzichtet. Nur Sheldon will trotzdem hingehen. Damit er nicht alleine ist, versucht er Amy davon zu überzeugen, ihn zu begleiten. |           |                                       |                                  |                      |                                       |                 | |              |
| 225 | 18        | Die Notausstiegs-Hypothese            | The Escape Hatch Identification  | 9. März 2017         | 18. Sep. 2017                         | Mark Cendrowski | Steve Holland, Jim Reynolds & Tara Hernandez Idee: Steven Molaro, Eric Kaplan & Anthony Del Broccolo         | 13,08 Mio.   |
| Raj sucht eine billigere Wohnung. Nachdem er sowohl von Howard als auch von Leonard ein Zimmer angeboten bekommt, versucht er zu verhandeln, sagt dann aber den Hofstadters zu, als Penny sich dazuschaltet. Sheldon kann sich nicht damit abfinden, dass Raj in sein altes Zimmer einzieht. Er spricht darüber mit Leonards Mutter Beverly und entschuldigt sich anschließend bei Raj. Er gibt aber auch Beverlys Einschätzung über Leonards und Pennys Eheprobleme weiter, woraufhin sich Leonard bei seiner Mutter beschwert, aber einsehen muss, dass sie Recht hat. Raj fühlt sich schlecht, weil er überall Probleme verursacht und wird daraufhin von Howard und Bernadette aufgenommen. Leonard und Penny schaffen es aber, ihn zurückzuholen. |           |                                       |                                  |                      |                                       |                 | |              |
| 226 | 19        | Die Beschimpfungs-Theorie             | The Collaboration Fluctuation    | 30. März 2017        | 25. Sep. 2017                         | Mark Cendrowski | Steven Molaro, Steve Holland & Dave Goetsch Idee: Chuck Lorre, Tara Hernandez & Giuseppe Graziano            | 12,78 Mio.   |
| Sheldon interessiert sich für Amys Forschung über den Zeitpunkt der Bewusstwerdung von Gedanken und Absichten. Als Sheldon vorschlägt, wissenschaftlich zusammenzuarbeiten, fordert Amy Grundregeln, um ihre Beziehung nicht zu gefährden. Sie bemerken, dass sie wissenschaftlich nur vorankommen, wenn sie sich streiten und definieren dementsprechend Regeln mit Beschimpfungen. Penny hat in Raj einen Klatsch-Partner gefunden, wodurch sich Leonard wie das fünfte Rad am Wagen fühlt und deshalb mit Howard und Bernadette Windeln kaufen fährt. Letztendlich muss sich Leonard Raj rhetorisch geschlagen geben. |           |                                       |                                  |                      |                                       |                 | |              |
| 227 | 20        | Der Zeitspar-Modus                    | The Recollection Dissipation     | 6. Apr. 2017         | 2. Okt. 2017                          | Mark Cendrowski | Steven Molaro, Steve Holland & Maria Ferrari Idee: Eric Kaplan, Tara Hernandez & Jeremy Howe                 | 12,59 Mio.   |
| Sheldon arbeitet gleichzeitig am Quantengyroskop und an Amys Projekt mit. Infolgedessen erkrankt er und erwacht schließlich ohne Erinnerung an die letzten Stunden auf der Couch. Das Notizbuch mit geheimen Informationen zum Gyroskopprojekt findet sich dank der gespeicherten Ortsdaten aus Sheldons Handy in einer Cowboybar wieder. Sheldon hat zwar allen in der Bar vom Projekt erzählt, sie aber auch zur Geheimhaltung verpflichtet. Bernadette bereitet sich mit gemischten Gefühlen darauf vor, wieder zu arbeiten. Howard macht sich Sorgen, dass er seine Frau verärgert haben könnte, bestärkt sie aber in ihrer Entscheidung. |           |                                       |                                  |                      |                                       |                 | |              |
| 228 | 21        | Die retrospektive Retrospektive       | The Separation Agitation         | 13. Apr. 2017        | 9. Okt. 2017                          | Mark Cendrowski | Steve Holland, Tara Hernandez & Jeremy Howe Idee: Steven Molaro, Jim Reynolds & Maria Ferrari                | 11,89 Mio.   |
| In Sheldon und Amys Spaß mit Flaggen-Retrospektive teilt Bert telefonisch mit, dass er eine Freundin hat. Sie werden von Leonard zum gemeinsamen Abendessen eingeladen. Bert wird von Amy darauf hingewiesen, dass seine Freundin Rebecca nur hinter seinem Geld her ist, was Bert gar nicht bestreitet. Er beschließt dennoch, sich wieder von ihr zu trennen. Beim Abendessen in Leonards Wohnung bereut er seinen Entschluss und versucht anschließend erfolgreich, sie wieder zurückzubekommen. Bernadette macht sich Vorwürfe, dass sie ihre Karriere über ihr Kind stellt. Schweren Herzens bringen Bernadette, Howard und Stuart das Baby in die Kita, können sich aber nur zögerlich von ihr trennen. |           |                                       |                                  |                      |                                       |                 | |              |
| 229 | 22        | Der Stelzen-Traum                     | The Cognition Regeneration       | 27. Apr. 2017        | 16. Okt. 2017                         | Mark Cendrowski | Dave Goetsch, Eric Kaplan & Jim Reynolds Idee: Steve Holland, Tara Hernandez & Jeremy Howe                   | 12,52 Mio.   |
| Penny trifft ihren Ex-Freund Zack, der sich verlobt hat und Penny und Leonard zum Essen einlädt. Er bietet Penny einen Job in seiner Firma an. Leonard kämpft daraufhin mit seiner Eifersucht. Er erlaubt Penny schließlich, den Job anzunehmen, was Zacks Verlobte aber bereits verboten hat. Sheldon macht sich Sorgen, da die vier Jungs gegen Teenager beim Videospielen verloren haben. Er versucht, sein Gehirn aus der Komfortzone herauszuholen, um geistige Erschöpfung zu erreichen. Er backt Croissants, lernt jonglieren, versucht das Einradfahren und im Traum Stelzenlaufen. Howard macht Bernadette auf ihre Vergangenheit als Bauchrednerin aufmerksam, als diese sich über Howards Zauberei beschwert. |           |                                       |                                  |                      |                                       |                 | |              |
| 230 | 23        | Das Princeton-Problem                 | The Gyroscopic Collapse          | 4. Mai 2017          | 23. Okt. 2017                         | Anthony Rich    | Steven Molaro, Jim Reynolds & Saladin K. Patterson Idee: Chuck Lorre, Steve Holland & Alex Ayers             | 12,39 Mio.   |
| Das US-Militär hat über Nacht die Forschung zum Gyroskop an einen geheimen Ort geschafft und Sheldon, Leonard und Howard nicht informiert. Die drei sind verwirrt, wütend und frustriert. Howard fängt an zu klammern. Raj plant den Auszug aus Leonards und Pennys Wohnung. Amy hat ein Forschungssemester in Princeton angeboten bekommen und hat Probleme, es Sheldon zu sagen. Nachdem sie es erwähnt hat, reagiert Sheldon sauer und hat den Blues. Leonard redet ihm ins Gewissen, woraufhin Sheldon Amy ziehen lässt. |           |                                       |                                  |                      |                                       |                 | |              |
| 231 | 24        | Die Nowitzki-Provokation              | The Long Distance Dissonance     | 11. Mai 2017         | 30. Okt. 2017                         | Mark Cendrowski | Chuck Lorre, Steve Holland & Tara Hernandez Idee: Steven Molaro, Eric Kaplan & Jim Reynolds                  | 12,99 Mio.   |
| Sheldon und Amy halten ihre Beziehung über Skype am Laufen. Sheldon isst aber auch mit der attraktiven Doktorin Ramona Nowitzki zu Mittag. Amy ist eifersüchtig, als sie davon erfährt. Alle Versuche der Clique, Ramona von Sheldon fernzuhalten, schlagen fehl. Ramona bringt Sheldon unter anderem dazu, schwimmen zu gehen und er zeigt ihr seinen Briefwechsel mit Prominenten. Erst Penny kann Sheldon schließlich klarmachen, was Ramona beabsichtigt. Nachdem Ramona Sheldon geküsst hat, nimmt dieser sofort das nächste Flugzeug zu seiner Freundin und hält um ihre Hand an. |           |                                       |                                  |                      |                                       |                 | |              |